# I centomila regni
I centomila regni (The Hundred Thousand Kingdoms) è un romanzo fantasy del 2010, opera di esordio della scrittrice statunitense N. K. Jemisin. Costituisce il primo capitolo della trilogia Inheritance.
Il romanzo ha vinto il Premio Locus per la migliore opera prima ed è stato tra i finalisti del premio Nebula per il miglior romanzo.

## Trama
Yeine Darr, dopo la morte della madre in circostanze misteriose, viene convocata nella grande città di Sky e portata al cospetto del Re, che la nomina sua erede. Yeine dovrà indagare sulla morte della madre e nel frattempo districarsi tra gli intrighi politici per difendersi dalla minaccia creata da due suoi cugini che contestano la sua leadership.

## Riconoscimenti
Il romanzo ha vinto il Premio Locus per la migliore opera prima ed è stato tra i finalisti del premio Nebula per il miglior romanzo.